# Nassarina conspicua
Nassarina conspicua is een slakkensoort uit de familie van de Columbellidae. De wetenschappelijke naam van de soort is voor het eerst geldig gepubliceerd in 1852 door Adams.